# Isaac Tigrett
Isaac Tigrett (Jackson, Tennessee, 1947) es un empresario estadounidense procedente de una familia acaudalada debido a los negocios.
En junio de 1971 abrió junto a Peter Morton el primer Hard Rock Cafe de la historia en Londres. El restaurante combina música, objetos relacionados con el rock y cocina americana. El concepto de café-museo musical fue tan exitoso que pronto comenzó a expandirse por todo el mundo, convirtiéndose en la primera cadena de restaurantes del mundo.
En 1988 Tigrett se desvincula de Hard Rock Cafe. En 1989 se casó con Maureen Cox Starkey, la exmujer de Ringo Starr. Tres años más tarde, en 1992, crea House of Blues Entertainment Inc. La compañía se dedica a la cocina y al entretenimiento. Sin embargo, diferencias con otros miembros de la junta directiva hacen que en 1997 se aleje de la empresa.
A finales de los años '90 crea The Spirit Channel, una empresa que ofrece servicios relacionados con la espiritualidad y la salud a través de internet. En 2004 la empresa cae en la ruina. Sin embargo, ese mismo año crea Bozo Project, otra empresa dedicada a la hostelería.